# Halictus gavarnicus
Halictus gavarnicus là một loài Hymenoptera trong họ Halictidae. Loài này được Pérez mô tả khoa học năm 1903.